# St. Maria Magdalena (Horgauergreut)

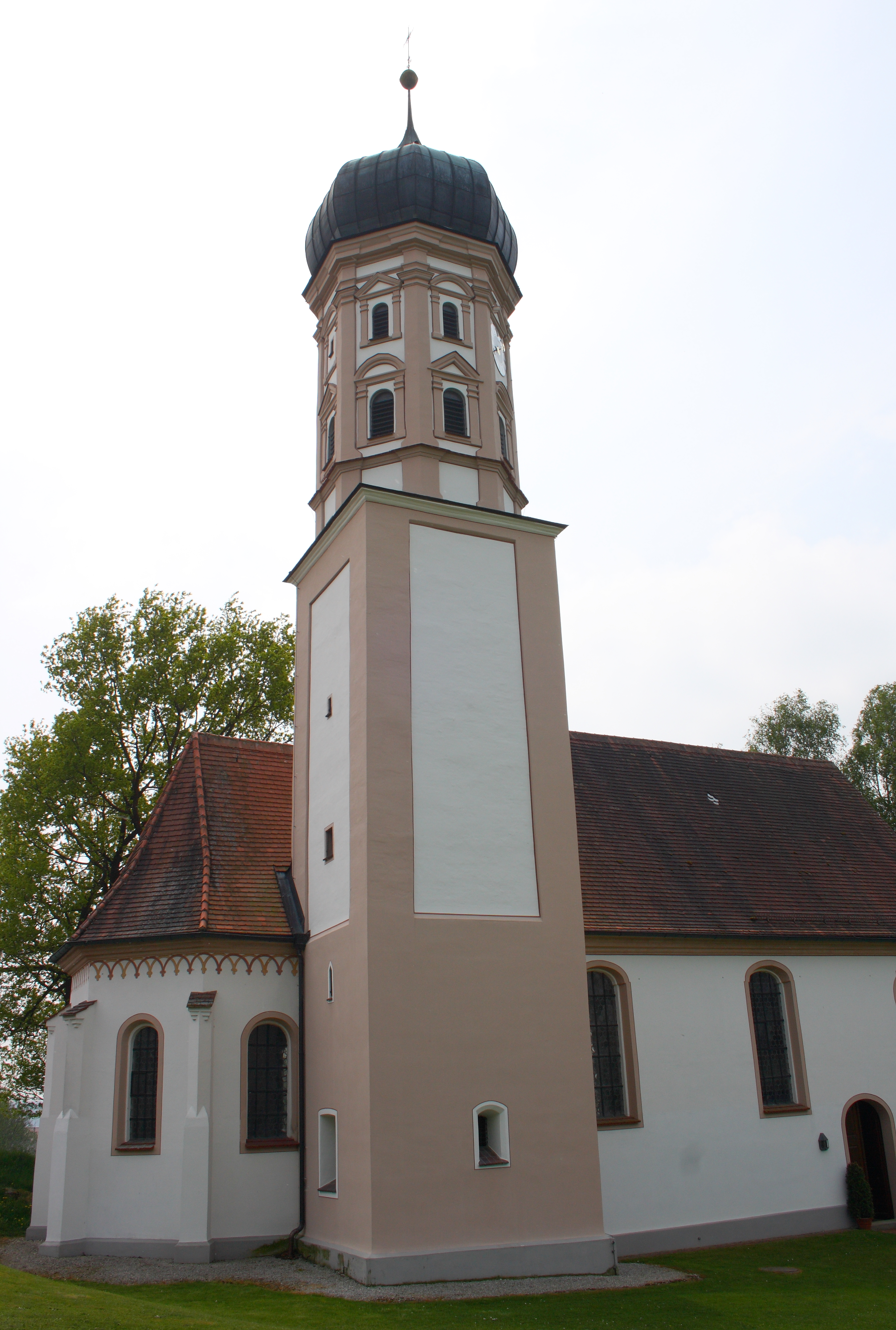
St. Maria Magdalena in Horgauergreut

Die römisch-katholische Filialkirche St. Maria Magdalena steht in Horgauergreut, einem Gemeindeteil von Horgau im schwäbischen Landkreis Augsburg in Bayern. Das denkmalgeschützte Bauwerk ist in der Liste der Baudenkmäler in Horgau als Baudenkmal unter der Nr. D-7-72-159-13 eingetragen.

## Beschreibung
Die Saalkirche besteht aus einem Langhaus, einem eingezogenen, dreiseitig geschlossenen, von Strebepfeilern gestützten Chor im Osten und einem Chorflankenturm auf quadratischem Grundriss an dessen Nordwand. Der Chor und die unteren Geschosse des Chorflankenturms gehen auf eine Wallfahrtskirche von 1479 zurück. Der Chorflankenturm wurde um 1700 mit achteckigen Geschossen mit Pilastern an den Ecken aufgestockt und mit einer Zwiebelhaube bedeckt. Das Langhaus wurde 1727 erneuert, dabei wurden Fresken angebracht, auf denen die Himmelfahrt Mariens dargestellt ist. Im Westen wurde ein Anbau hinzugefügt, in dem sich eine Kapelle befindet. Der Innenraum des Langhauses ist mit einer Flachdecke überspannt, der des Chors mit einem Stichkappengewölbe auf Pilastern. Über dem Chorbogen befindet sich das Wappen des Hochstifts Augsburg. Auf dem Altarretabel des Hochaltars von 1714 wurde 1889 die Kreuzigung dargestellt. Die Statuen der Apostel hat 1750/51 Joachim Günther gestaltet.